# デンドロキラム・コビアヌム
デンドロキラム・コビアヌム Dendrochilum cobbianum はラン科植物の1つ。長い柄の先に垂れ下がる花序をつけ、花序には50程の小さな白い花を並べる。

## 特徴
多年生草本。偽鱗茎は長円錐形で高さ5cm程、先端に一枚だけ葉をつける。葉は長さ15～18cmで革質をしている。
花期は秋から冬で、新芽の展開に伴ってその真ん中から出てくる。花茎は細くて針金状。長く伸びた花序の柄は斜め上に伸びるが、その先端の花序は急角度で下向きになって垂れ下がり、釣り糸を垂らしたように見え、そこに2列に整然と並んだ花が最大で50個程もつく。花は径1.5cm程で、横向きに咲くかやや斜め下向きに咲き、香りがある。側花弁と萼片はほぼ同じ形をしており、淡黄白色。唇弁はやや大きくて下向きに垂れ、濃い黄色をしておりよく目立つ。

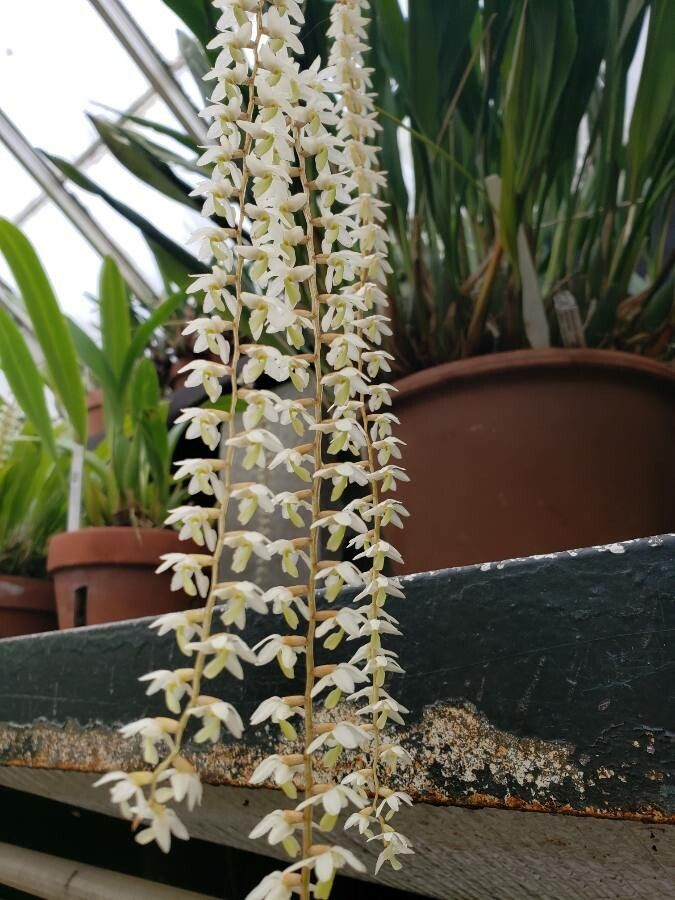
垂れ下がる花穂
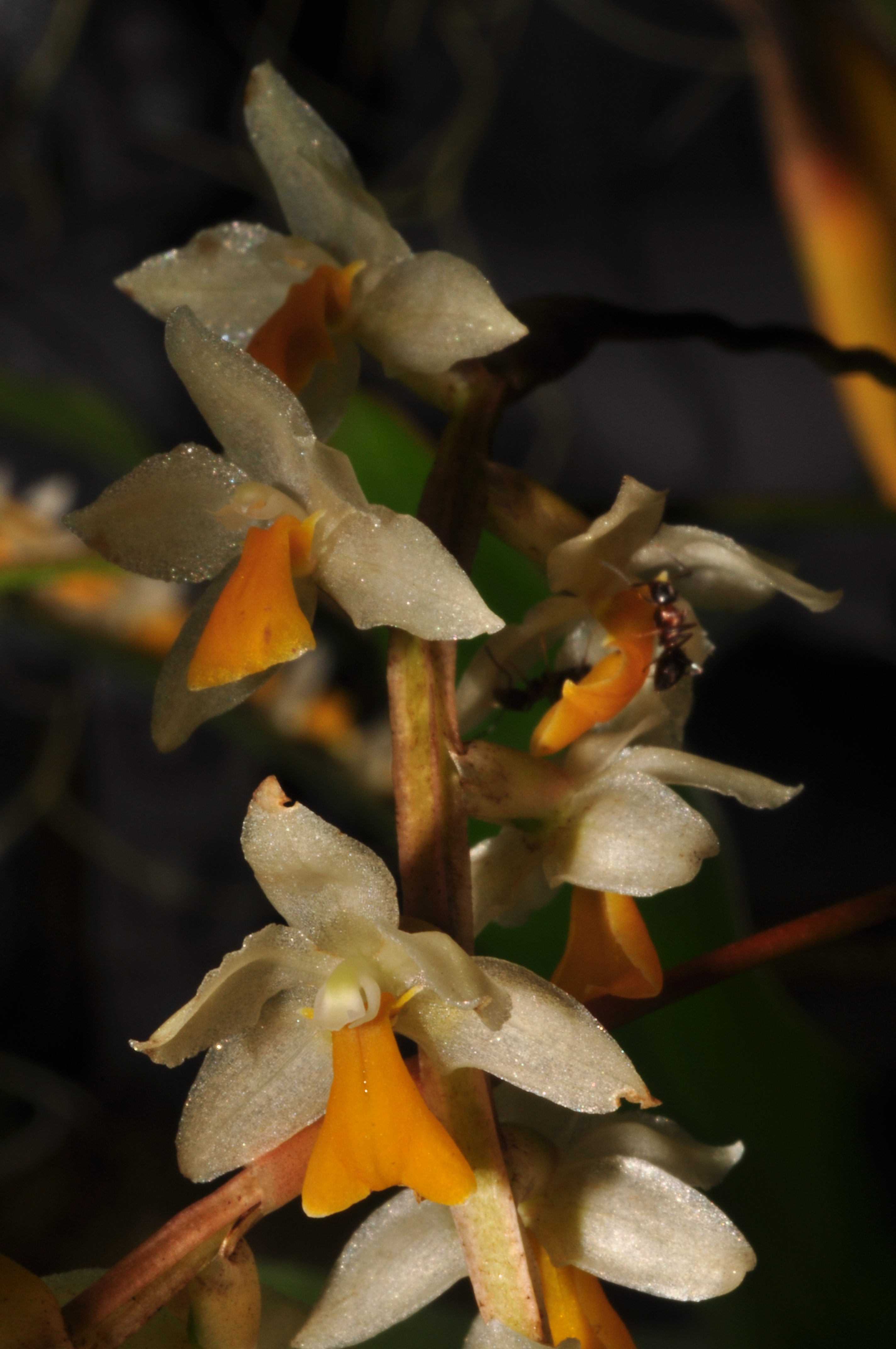
花の拡大像

## 分布と生育環境
フィリピンを原産地とする。
標高は中程度の森林や路頭に見られ、しばしば渓流の側に見られ、大きな株を作り、よく茂った林冠から日当たりのよい岩頭まで広く見られる。

## 分類
デンドロキラム属は250種程を含む大きな属で、セロジネ属 Coerogyne と近縁とされてきた。ただし2022年に本属はセロジネ属に含まれる、との判断が出ており、それに依れば本種もセロジネ属となる:8。その際の学名はセロジネ・コビアナ Coerogyne cobbiana になることとなる。

## 利用
洋ランの一つとして栽培されることがある。本種は本属中ではもっとも知られた種、とも言われる。
花の配置に造形美を見せる